# Eduard IV d'Anglaterra
Eduard IV (28 d'abril de 1442 - 9 d'abril de 1483) va ser un pretendent de la Casa de York a la corona anglesa. Les seves victòries militars el portaren al tron des del 1461 fins al 1470, i després de perdre'l el va recuperar des del 1471 fins a la seva mort per causes naturals.

## Biografia

### Ascens al tron
Eduard de York va néixer l'abril de 1442 a Rouen, França. Era el segon fill de Ricard Plantagenet, el tercer Duc de York i Cecília Neville. Com a besnet d'Eduard III, Ricard era un ferm candidat al tron. Ricard també era fill d'Anna Mortimer, filla de Roger Mortimer i rebesneta del mateix Eduard III per una línia successòria més directa que la dels reis regnants de la Casa Lancaster. La candidatura al tron de Ricard Plantagenet el 1460 va iniciar el conflicte conegut com la Guerra de les Dues Roses. Quan el seu pare i el seu germà gran van morir en la batalla de Wakefield, Eduard va heretar la pretensió al tron de la Casa de York.
Amb el suport del seu cosí Ricard Neville, Eduard va derrotar els Lancastrians en un seguit de batalles. Mentre Enric VI i la seva reina Margarida d'Anjou lideraven la campanya al nord d'Anglaterra, Eduard va prendre la capital i es proclamà rei a Londres el 1461. Després va reforçar-se al poder amb una victòria decisiva a la batalla de Towton el mateix any, en la que l'exèrcit dels Lancaster va quedar pràcticament desfet.

### Expulsió
Ricard Neville volia que Eduard establís una aliança matrimonial amb una potència europea, però Eduard va irritar-lo casant-se en secret amb Elisabet Woodville, segons fonts de l'època "la dona més bella de l'illa de Bretanya". Tot i que els Woodville no eren rival pel poder de Neville, el favoritisme envers membres de la família de la seva nova esposa i el fet que s'hagués casat sense ni tan sols comunicar-li, va distanciar Ricard del rei. Amb l'ajuda del germà rebel d'Eduard, el Duc de Clarence Jordi, van formar un exèrcit contra Eduard.
La major part de l'exèrcit reial va ser derrotat a la Batalla d'Edgecote Moor el 1469, i Eduard va ser capturat a Olney. Neville va intentar governar en nom d'Eduard, però la noblesa que havia prosperat amb el nou rei estava inquieta i es va veure obligat a alliberar-lo. Eduard no va prendre represàlies i en canvi intentà reconciliar-se amb Neville i el seu germà.
Però el 1470 tots dos es van tronar a rebel·lar. Aquest cop van ser derrotats i van haver de fugir a França, on van fer una aliança amb Margarida d'Anjou per restituir Enric VI al poder (en aquells moments Enric patia un atac de bogeria i era la seva esposa la que decidia per ell). A la fi de l'any 1470 un exèrcit vingut des de França va envair Anglaterra i va obligar a fugir a Eduard.

### Restauració
Enric VI va ser coronat de nou el 1470, en una acta coneguda com la Rehabilitació d'Enric VI, i Eduard es va haver de refugiar amb el seu germà Ricard a Borgonya, a la cort del seu cunyat el Duc Carles. Tot i que d'entrada Carles no tenia intenció d'ajudar Eduard, quan els francesos van declarar la guerra a Borgonya amb el suport d'Anglaterra, Carles va decidir donar un exèrcit a Eduard per recuperar el tron.
Eduard tornà a Anglaterra amb un exèrcit relativament petit, i d'entrada va evitar enfrontaments directes al·legant, com Enric Bolingbroke havia fer setanta anys abans, que la seva única intenció era recuperar el seu ducat. A l'arribar a York, però, la ciutat li va tancar les portes. Aleshores es començà a dirigir cap al sud i anà sumant suports. El seu germà Jordi de Clarence va tornar a canviar de bàndol i es va unir amb ell. Eduard i els seus germans van vèncer en la batalla de Barnet, i acabaren d'eliminar la resistència Lancastriana a la Batalla de Tewkesbury. En la primera batalla morí Ricard Neville, i en la segona batalla l'únic fill i hereu d'Enric VI, el príncep de Gal·les. Eduard va entrar a Londres, i Enric VI va ser assassinat mentre era a la presó acabant amb la nissaga dels Lancaster.
Els dos germans d'Eduard, Jordi (Duc de Clarence) i Ricard (Duc de Gloucester) es van casar amb Isabel Neville i Anna Neville, dues filles de Ricard Neville, per heretar la fortuna i les terres del difunt comte. Com que rivalitzaven per la mateixa herència, Jordi i Ricard van ser rivals durant molt de temps fins que Clarence va ser acusat i considerat culpable de traïció i conspiració contra Eduard. Fou empresonat a la Torre de Londres i executat el 18 de febrer de 1478.

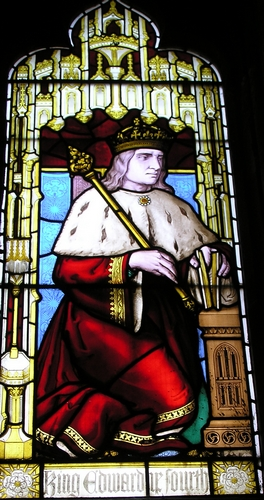
Vitrall amb la figura d'Eduard IV

### Anys finals i mort
Eduard no va fer front a cap més rebel·lió durant el seu regnat, ja que la línia dels Lancasters estava pràcticament extinta i l'únic rival que hi podia reclamar parentiu era Enric Tudor que havia fugit a l'exili.
El 1475 Eduard va declarar la guerra a França i van acabar signant el Tractat de Picquigny pel qual a canvi de la pau els francesos es comprometien a pagar-li de forma immediata 75.000 corones, més un pagament anual de 50.000 més a partir d'aleshores. També va donar suport a un intent d'Alexandre Stewart a prendre el tron del seu germà, Jaume III d'Escòcia, el 1482.
La salut d'Eduard va començar a decaure fins que la Pasqua de 1483 va caure malalt. Encara sobrevisqué prou temps com per afegir nous termes al seu testament, el més rellevant el que nomenà el seu germà Ricard com a regent i protector dels seu fill després de la seva mort. La defunció es produí el 9 d'abril de 1483, i fou enterrat a la capella de Sant Jordi al Castell de Windsor. Va ser succeït pel seu fill de dotze anys Eduard V.
La causa de la mort d'Eduard no ha pogut ser determinada amb seguretat. Probablement morís de pneumònia, però també s'ha suggerit que hagués contret el tifus o fins i tot que fos enverinat. Alguns atribueixen la seva mort a un excés de menjar, ja que de fet els seus últims anys havia estat víctima pel seu amor pel menjar i s'havia tornat gras i inactiu.

## Llegat
Eduard IV va ser un notable estrateg i comandant, aconseguint destruir la poderosa Casa de Lancaster en una sèrie de brillants victòries militats i sense patir mai cap derrota al camp de batalla. Tot i els seus fracassos polítics, molts cops a les mans del seu rival Lluís XI de França, Eduard demostrà ser un rei popular i capaç. Tot i que li faltava visió a llarg termini i a cops prenia decisions precipitades, tenia molt bon tracte amb els seus súbdits i aconseguia despertar la lleialtat dels seus vassalls.
El regnat d'Eduard va comportar la recuperació de la llei i l'ordre a Anglaterra, però els durant els seus últims dies tornaren els temps de descontrol amb un increment notable de la pirateria i la bandoleria.
Tot i la seva flamant arribada al poder, la dinastia d'Eduard tan sols li va sobreviure una mica més de dos anys. Eduard fou un dels pocs membres de la seva família a morir de causes naturals: tant el seu pare com el seu germà van morir en la batalla de Wakefield, el seu avi i un altre germà foren executats per traïció, el seu germà petit moriria combatent Enric Tudor al camp de Bosworth, i el fat dels seus dos fills és desconegut.

## Família

### Avantpassats
|  |                                                |  |  |  |  |  |  |  |  |  |  |  |  |  |  |  |
|  | 8. Edmund de Langley, 1r duc de York           |  |  |  |  |  |  |  |  |  |  |  |  |  |  |  |
|  |                                                |  |  |  |  |  |  |  |  |  |  |  |  |  |  |  |
|  |                                                |  |  |  |  |  |  |  |  |  |  |  |  |  |  |  |
|  | 4. Ricard de Conisburgh, 3r comte de Cambridge |  |  |  |  |  |  |  |  |  |  |  |  |  |  |  |
|  |                                                |  |  |  |  |  |  |  |  |  |  |  |  |  |  |  |
|  |                                                |  |  |  |  |  |  |  |  |  |  |  |  |  |  |  |
|  | 9. Isabel de Castella                          |  |  |  |  |  |  |  |  |  |  |  |  |  |  |  |
|  |                                                |  |  |  |  |  |  |  |  |  |  |  |  |  |  |  |
|  |                                                |  |  |  |  |  |  |  |  |  |  |  |  |  |  |  |
|  | 2. Ricard Plantagenet, 3r duc de York          |  |  |  |  |  |  |  |  |  |  |  |  |  |  |  |
|  |                                                |  |  |  |  |  |  |  |  |  |  |  |  |  |  |  |
|  |                                                |  |  |  |  |  |  |  |  |  |  |  |  |  |  |  |
|  | 10. Roger Mortimer, 4t comte de March          |  |  |  |  |  |  |  |  |  |  |  |  |  |  |  |
|  |                                                |  |  |  |  |  |  |  |  |  |  |  |  |  |  |  |
|  |                                                |  |  |  |  |  |  |  |  |  |  |  |  |  |  |  |
|  | 5. Anna de Mortimer                            |  |  |  |  |  |  |  |  |  |  |  |  |  |  |  |
|  |                                                |  |  |  |  |  |  |  |  |  |  |  |  |  |  |  |
|  |                                                |  |  |  |  |  |  |  |  |  |  |  |  |  |  |  |
|  | 11. Alianore d'Holanda                         |  |  |  |  |  |  |  |  |  |  |  |  |  |  |  |
|  |                                                |  |  |  |  |  |  |  |  |  |  |  |  |  |  |  |
|  |                                                |  |  |  |  |  |  |  |  |  |  |  |  |  |  |  |
|  | 1. Eduard IV d'Anglaterra                      |  |  |  |  |  |  |  |  |  |  |  |  |  |  |  |
|  |                                                |  |  |  |  |  |  |  |  |  |  |  |  |  |  |  |
|  |                                                |  |  |  |  |  |  |  |  |  |  |  |  |  |  |  |
|  | 12. Joan Neville, 3r baró Neville de Raby      |  |  |  |  |  |  |  |  |  |  |  |  |  |  |  |
|  |                                                |  |  |  |  |  |  |  |  |  |  |  |  |  |  |  |
|  |                                                |  |  |  |  |  |  |  |  |  |  |  |  |  |  |  |
|  | 6. Raül de Neville, 1r comte de Westmorland    |  |  |  |  |  |  |  |  |  |  |  |  |  |  |  |
|  |                                                |  |  |  |  |  |  |  |  |  |  |  |  |  |  |  |
|  |                                                |  |  |  |  |  |  |  |  |  |  |  |  |  |  |  |
|  | 13. Matilde Percy                              |  |  |  |  |  |  |  |  |  |  |  |  |  |  |  |
|  |                                                |  |  |  |  |  |  |  |  |  |  |  |  |  |  |  |
|  |                                                |  |  |  |  |  |  |  |  |  |  |  |  |  |  |  |
|  | 3. Cecília Neville                             |  |  |  |  |  |  |  |  |  |  |  |  |  |  |  |
|  |                                                |  |  |  |  |  |  |  |  |  |  |  |  |  |  |  |
|  |                                                |  |  |  |  |  |  |  |  |  |  |  |  |  |  |  |
|  | 14. Joan de Gant, 1r duc de Lancaster          |  |  |  |  |  |  |  |  |  |  |  |  |  |  |  |
|  |                                                |  |  |  |  |  |  |  |  |  |  |  |  |  |  |  |
|  |                                                |  |  |  |  |  |  |  |  |  |  |  |  |  |  |  |
|  | 7. Joana Beaufort, comtessa de Westmorland     |  |  |  |  |  |  |  |  |  |  |  |  |  |  |  |
|  |                                                |  |  |  |  |  |  |  |  |  |  |  |  |  |  |  |
|  |                                                |  |  |  |  |  |  |  |  |  |  |  |  |  |  |  |
|  | 15. Caterina Swynford                          |  |  |  |  |  |  |  |  |  |  |  |  |  |  |  |
|  |                                                |  |  |  |  |  |  |  |  |  |  |  |  |  |  |  |
|  |                                                |  |  |  |  |  |  |  |  |  |  |  |  |  |  |  |

### Núpcies i descendència
Eduard IV es casà el 1464 amb Elisabet Woodville, amb la que tingué 10 fills legítims (tot i que tan sols set li sobrevisqueren):
- Elisabet de York (11 de febrer de 1466 – 11 de febrer de 1503), reina consort del futur rei Enric VII d'Anglaterra de la casa Tudor.
- Maria de York (11 d'agost de 1467 – 23 de maig de 1482).
- Cecília de York (20 de març de 1469 – 24 d'agost de 1507), casada amb Joan Welles (1r vescomte Welles) i en segones núpcies amb Tomàs Kymbe
- Eduard V d'Anglaterra (4 de novembre de 1470 – 1483?)
- Margarida de York (10 d'abril de 1472 – 11 de desembre de 1472)
- Ricard de Shrewsbury (17 d'agost de 1473 – 1483?).
- Anna de York (2 de novembre de 1475 – 23 de novembre de 1511), casada amb Tomàs Howard, 3r duc de Norfolk.
- Jordi Plantagenet, duc de Bedford (març de 1477 – març de 1479).
- Caterina de York (14 d'agost de 1479 – 15 de novembre de 1527), casada amb Guillem Courtenay, 1r comte de Devon.
- Brígida de York (10 de novembre de 1480 – 1517), es feu monja.

Eduard va tenir nombroses amants, la més coneguda Jane Shore. Se li atribueixen els següents fills il·legítims:
- Amb Lady Elionor Talbot:
  - Eduard de Wigmore (mort el 1468). Mort a la infància.
- Amb Elisabet Lucy o Elisabet Waite:
  - Elisabet Plantagenet. Nascuda vers el 1464, casada amb Sir Thomas Lumley el 1477.
  - Artur Plantagenet, 1r vescomte Lisle (1460s/1470s – 3 de març de 1542).
- De mares desconegudes:
  - Gràcia Plantagenet. Va ser present al funeral de la seva madrastra Elisabet Woodville a 1492.
  - Maria Plantagenet. Casada amb Enric Harman d'Ellam, fill de Tomàs i Elisabet Harman.
  - Una filla que seria la primera esposa de Joan Tuchet, 6è baró Audley.